# Licnoliodes andrei
Licnoliodes andrei är en kvalsterart som beskrevs av Grandjean 1931. Licnoliodes andrei ingår i släktet Licnoliodes och familjen Pheroliodidae. Inga underarter finns listade i Catalogue of Life.